# はだしのゲン涙の爆発
『はだしのゲン 涙の爆発』（はだしのげん なみだのばくはつ）は、1977年3月26日に公開された日本の映画。

## 解説
中沢啓治原作の『中沢啓治選集』より第1部「はだしのゲン」に続く第2部。終戦後の広島を舞台に少年ゲンと原爆孤児たちの交流を通して、被爆の残酷さを描く。

## 出演
- 中岡ゲン - 春田和秀
- 中岡君江 - 宮城まり子
- 中岡大吉 - 田中浩
- 中岡進次/近藤隆太（2役） - 上野郁巳
- 吉田政二 - 石橋正次
- 吉田英造 - 石山雄大
- 美樹子（政二の恋人） - 竹下景子
- 林キヨ - 市原悦子
- 町内会長 - ケーシー高峰

## スタッフ
- 原作-中沢啓治
- 監督・脚本-山田典吾
- 音楽-いずみたく